# Павлов, Иван Нилович
Иван Нилович Павлов (21 сентября 1904, Пижма, Санкт-Петербургская губерния — февраль 1966, Погост, Ленинградская область) — звеньевой колхоза «Дружный труд» Гатчинского района, Ленинградская область, Герой Социалистического Труда.

## Биография
Родился 21 сентября 1904 года в деревне Пижма (ныне — в Гатчинском районе Ленинградской области) в крестьянской семье. Семья был бедная, многодетная, с ранних лет познал тяжелый крестьянский труд.
Первым из односельчан он вступил в сельхозартель «Красная долина». К этому времени умел хорошо управляться с любой крестьянской работой. Участник Великой Отечественной войны, был ранен, день Победы встретил под Берлином.
В 1946 году И. Н. Павлов вернулся в Гатчинский район, на пепелище — враги сожгли Пижму дотла. Пришлось строить новый дом в соседней деревне Погост, возрождать колхоз «Дружный труд».
В 1948 году в стране развернулось движение за возрождение довоенных урожаев зерновых культур и картофеля. В хозяйстве «Дружный труд» было создано два звена высоких урожаев. Одно из них возглавил И. Н. Павлов. Он сумел организовать коллектив на достижение высоких урожаев. Первым делом позаботился об удобрениях для участка, навоз собирали по дворам колхозников. Старательно провели сев, трижды бороновали посевы, подкормили всходы. В 1948 году звену удалось на площади 3 гектара собрать урожай картофель в 503 центнера с гектара.
Указом Президиума Верховного Совета ССР от 23 апреля 1949 года за получение высоких урожаев картофеля Павлову Ивану Ниловичу присвоено звание Героя Социалистического Труда с вручением ордена Ленина и золотой медали «Серп и Молот».
Он руководил звеном ещё три года, неизменно добиваясь высоких урожаев. Но здоровье у него пошатнулось. Он уже не мог больше работать в поле в полную силу и был переведен на конюшню. Он ухаживал за лошадьми, а в страдную пору помогал полеводам.
В 1964 году ушел на пенсию. Последние годы своей жизни тяжело болел. Жил в деревне Погост. Скончался в феврале 1966 года.
Награждён орденом Ленина, медалями.